# Деревій тонколистий
Деревій тонколистий (Achillea leptophylla) — вид рослин з родини айстрових (Asteraceae), поширений у північно-західній Африці, південно-східній Європі.

## Опис
Багаторічна рослина, 10–40 см заввишки. Листки 3–5 мм шириною, з сегментів з оберненояйцеподібними часточками. Запушення розсіяне. Язички крайових квіток яскраво-жовті.

## Поширення
Країни поширення: Марокко, Туніс, Болгарія, Молдова, Росія, Румунія, Україна.
В Україні вид зростає на кам'янистих відслоненнях — на південному сході Лісостепу і Степу, спорадично.